# NGC 2942
NGC 2942 je galaksija u zviježđu Malom lavu.

## Vanjske poveznice
- SEDS: NGC 2942